# Український цвинтар святого Володимира
Українське кладовище святого Володимира — кладовище в Оквілл (Онтаріо, Канада), засноване 1984 року у власності Українського православного собору святого Володимира в Торонто.

## Монументи
26 травня 1988 року встановлено Меморіал на честь УПА. Незабаром після цього було встановлено кенотаф, на якому зображена емблема 14-ї ваффен-гренадерської дивізії СС (1-ша галицька), а також напис «Тим, хто загинув за свободу України»
14 жовтня 2017 року на Твіттер-акаунті Посольства Росії в Оттаві були розміщені зображення пам'ятників разом з бюстом Романа Шухевича в Едмонтон з підписом називаючи їх «пам'ятниками нацистським колаборантам».
Олександра Хичій, віце-президент Конґресу Українців Канади, назвала ці твердження «давно спростованими вигадками»
21 червня 2020 року кенотаф був підданий вандалізму з фарбою з написом «Пам'ятник нацистській війні». Регіональна поліційна служба Халтона спочатку повідомляла, що вандалізм є «правопорушенням на основі ненависті», і відмовився публікувати зображення графіті. Пізніше поліція Халтона заявила, що графіті могло бути націлене на українців або в цілому, або в цьому районі, і що вони «не вважали, що ідентифікована група, на яку націлено графіті, — нацисти».

## Поховані
- Андрій Бабич
- Бицик Дмитро
- Бойцун Роман
- Верига Василь Іванович
- Іванис Василь Миколайович
- Скоцень Олександр Антонович
- Степанюк Арсен
- Улас Самчук
- Сірський Василь
- Коморовський Андрій